# ادامو، جیمینا پارادیز
ادامو، جیمینا پارادیز (به لاتین: Adamów, Gmina Paradyż) در لهستان است که در Gmina Paradyż واقع شده‌است.